# Gereformeerde kerk (Hillegom, 1897-1928)
De Gereformeerde Kerk werd in 1897 gebouwd voor de Gereformeerde gemeente van Hillegom.
Dit gebouw verving een oudere kerk uit 1865, dat te klein was geworden. Architect Tjeerd Kuipers ontwierp de nieuwe kerk, die aan de Stationsweg werd gebouwd. Het was een eenvoudige zaalkerk met een voorgevel in neogotische stijl. Het schip telde zes traveeën. Op de voorgevel stond boven de entree een kleine toren.  
In de eerste decennia van de 20e eeuw groeide de gereformeerde kerk in Hillegom snel. De kerk van Tjeerd Kuipers bleek al in de jaren 1920 te klein en werd in 1928 afgebroken en vervangen door een grotere kerk op dezelfde locatie. 